# Norrköpings Borgs församling

Vapen

Norrköpings Borgs församling är en församling i Linköpings stift inom Svenska kyrkan. Församlingen ingår i Norrköpings pastorat och ligger i Norrköpings kommun i Östergötlands län. 

## Administrativ historik
Församlingen har en föregångare i en medeltida församling med namnet Borgs församling. Denna införlivade 1803 Löts församling och den gemensamma församlingen antog då namnet Borg och Löts församling. Församlingen namnändrades sedan 1887 till  Borgs församling för att 1936 namnändrades till nuvarande namn, Norrköpings Borgs församling.
Församlingen utgjorde till 2014 ett eget pastorat. 1992 utbröts en del av församlingen för att uppgå i den då från flera församlingar bildade Vrinnevi församling. 1 januari 2010 införlivades Kimstads, Kullerstads, Skärkinds, Vrinnevi och Vånga församlingar. Församlingen ingår sedan 2014 i Norrköpings pastorat.

## Församlingskyrkor
- Borgs kyrka
- Kimstads kyrka
- Kullerstads kyrka
- Skärkinds kyrka
- Söderledskyrkan
- Vånga kyrka

## Kyrkoherdar
| Ämbetstid | Namn                       | Levnadstid | Övrigt         |
| --------- | -------------------------- | ---------- | -------------- |
| 1803-1808 | Nils Kjellén               | 1739-1808  |                |
| 1810-1827 | Johan Axel Wiström         | 1754-1827  |                |
| 1827-1837 | Johan Petter Lundborg      | 1783-1837  |                |
| 1840-1857 | Nils Lorentz Castman       | 1786-1857  |                |
| 1860-1873 | Per Johan Åberg            | 1795-1873  |                |
| 1875-1881 | Israël Marström            | 1810-1881  |                |
| 1883-1898 | John Per Fredrik Engstrand | 1832-1898  |                |
| 1899-1919 | Thure Grönwald             | 1827-1924  |                |
| 1926–1950 | Gunnar Lindgren            | 1884–1954  | Kontraktsprost |
| 1980–1984 | Eric Lundqvist             | 1935–      | [ 7 ]          |

### Komministrar
| Ämbetstid | Namn                        | Levnadstid | Övrigt                                                         |
| --------- | --------------------------- | ---------- | -------------------------------------------------------------- |
| 1803-1810 | Samuel Lönberg              | 1753–1815  | Senare kyrkoherde i Furingstads församling.                    |
| 1810-1815 | Carl Fredrik Scherstrand    | 1753-1815  |                                                                |
| 1815      | Johan Magnus Östergren      |            | Senare kyrkoherde i Sunds församling.                          |
| 1828-1848 | Magnus Juringius            | 1769-1848  |                                                                |
| 1848      | Johan Peter Uddén           |            | Utnämnd 1848. Senare komminister i Västra Skrukeby församling. |
| 1852-1876 | Benct Ekbom                 | 1793-1876  |                                                                |
| 1879-1899 | Omar Thure Hjalmar Grönwald | 1827-      | Senare kyrkoherde i församlingen.                              |
| 1899-1911 | Emil Leonard Frölinder      |            | Senare kyrkoherde i Stora Åby församling.                      |

## Organister
| Ämbetstid | Namn                      | Levnadstid | Övrigt    |
| --------- | ------------------------- | ---------- | --------- |
| 1953–1964 | Paul Axel Hjalmar Palmlöv | 1905–      | Organist. |